# Arteaga, Michoacán de Ocampo
Arteaga är en kommunhuvudort i Mexiko.   Den ligger i kommunen Arteaga och delstaten Michoacán de Ocampo, i den södra delen av landet, 400 km väster om huvudstaden Mexico City. Arteaga ligger 829 meter över havet och antalet invånare är 9 550.
Terrängen runt Arteaga är kuperad, och sluttar österut. Runt Arteaga är det mycket glesbefolkat, med 7 invånare per kvadratkilometer. Arteaga är det största samhället i trakten. I omgivningarna runt Arteaga växer huvudsakligen savannskog.